# Ixodes tancitarius
Ixodes tancitarius este o specie de căpușe din genul Ixodes, familia Ixodidae, descrisă de Cooley și Glen M. Kohls în anul 1942. Conform Catalogue of Life specia Ixodes tancitarius nu are subspecii cunoscute.